# Klinský potok (přítok Polhoranky)
Klinský potok je potok na horní Oravě, na území okresu Námestovo. Jde o pravostranný přítok Polhoranky a měří 4,4 km a je tokem V. řádu.

## Pramen
Pramení v Podbeskydské vrchovině na jihovýchodním svahu Kopanice (922,1 m n. m.), u osady Ťaskovka, v nadmořské výšce přibližně 757 m n. m.

## Popis toku
Teče převážně jihovýchodním směrem, na horním toku přibírá levostranný přítok zpod Kohútové (843,9 m n. m.) a následně protéká katastrem obce Klin. Na dolním konci obce se stáčí na východ, podtéká státní cestu I/78 a v blízkosti obce ústí v nadmořské výšce cca 605 m n. m. do Polhoranky.